# نثنائيل فيلانويفا
نثنائيل فيلانويفا هو لاعب كرة قدم فلبيني في مركز حراسة المرمى، ولد في 25 أكتوبر 1995 في مدينة كيزون في الفلبين. لعب مع Loyola F.C. ‏.

## وصلات خارجية
- نثنائيل فيلانويفا على موقع قاعدة بيانات كرة القدم.إي يو (الإنجليزية)
- نثنائيل فيلانويفا على موقع Soccerway.com (الإنجليزية)
- نثنائيل فيلانويفا على موقع عالم كرة القدم.نت (الإنجليزية)